# Tempo effemeride
Il tempo effemeride (TE), detto anche tempo delle effemeridi, è un'obsoleta scala temporale usata per le effemeridi dei corpi celesti, in particolare quelli del sistema solare.

## Descrizione
A volte lo si confonde con il tempo universale (UT) che è una scala temporale basata sulla rotazione terrestre attorno al proprio asse, ma sono diversi in quanto differiscono di una quantità variabile detta ΔT (delta T). Nel 1976 l'Unione Astronomica Internazionale (IAU) ha sostituito il tempo effemeride con il tempo dinamico terrestre (TDT) e il tempo dinamico baricentrico (TDB). Il tempo dinamico terrestre è stato poi rinominato tempo terrestre (TT) nel 1991.
Usando le effemeridi basate sul moto apparente del Sole di Simon Newcomb (1898), il secondo, nel Sistema Internazionale, era stato definito nel 1960 come:
la frazione 1/31.556.925,9747 dell'anno tropico per il 1º gennaio 1900, tempo effemeride
Nel 1955 divennero operativi gli orologi atomici al cesio e ci si accorse subito che la rotazione terrestre era irregolare; questo causa un allungamento del tempo rispetto alla scala temporale, ad esempio la lunghezza del giorno varia durante l'anno. Infatti, osservando la posizione dei corpi celesti si osservò che questi non si trovavano dove era previsto. Questo ha confermato l'inidoneità del secondo solare medio (effemeride) per la misura del tempo. Dopo tre anni di confronto con il ciclo lunare, fu stabilito che il secondo effemeride corrisponde a 9.192.631.770 periodi della radiazione del cesio. Nel 1967 la lunghezza del secondo SI fu ridefinito, in termini di periodi del cesio, per essere uguale al secondo effemeride fino al 1984.
Poiché la base teorica per il tempo effemeride è interamente non-relativistica, nel 1976 l'Unione Astronomica Internazionale decise che dal 1984 il tempo effemeride fosse sostituito da due scale temporali relativistiche: il tempo dinamico baricentrico e il tempo dinamico terrestre. Per gli usi che non richiedono un'elevata precisione si può assumere che la lunghezza del secondo nelle tre scale sia all'incirca uguale.
La differenza fra il tempo effemeride e il tempo universale è chiamata ΔT, una quantità di tempo che varia continuamente e con irregolarità; tuttavia la tendenza generale a lungo termine è di tipo parabolico, diminuendo dal passato fino al XIX secolo. Poi dal 1902 cominciò ad aumentare di circa 1 secondo o poco più l'anno ma talvolta anche di quantità inferiori, nell'ordine di 0,1 - 0,2 secondi sempre per anno. Quando la differenza fra il tempo universale e il tempo effemeridi si approssima a 0,7 secondi in valore assoluto, gli istituti di metrologia inseriscono 1 secondo detto secondo intercalare nei segnali orari radiotrasmessi. Il tempo atomico internazionale (TAI) è stato regolato in modo da coincidere con UT2 il 1º gennaio 1958 alle ore 00:00:00. In quel momento ΔT (qui inteso come TE - TAI) era di circa 32,18 secondi. La differenza fra il tempo terrestre (TT) e il tempo atomico fu definito in seguito come:
1977 gennaio 1.0003725 TT = 1977 gennaio 1.0000000 TAI
cioè
TE - TAI = 32,184 secondi
Questa differenza può essere assunta come costante.